# 帕卡亚火山
帕卡亚火山（西班牙語：Pacaya）是一座位于危地马拉的复合型活火山，坐落在沿太平洋的中美洲火山弧上，坐标 14.381°N 90.601°W，海拔2252米，距世界遗产安地瓜古城和危地马拉首都拉奥罗拉国际机场的直线距离各约20公里。帕卡亚火山最早喷发于2.3万年前，自16世纪西班牙殖民中美洲以来至少已喷发过23次。在休眠了一个世纪之后，1965年又开始持续活动。最近的一次爆发发生在2010年5月27日。其喷发活动多数属于斯特朗博利型火山喷发，但有时也会发生普林尼式喷发。